# Bergern im Dunkelsteinerwald
Bergern im Dunkelsteinerwald là một thị xã thuộc huyện Krems-Land trong bang Niederösterreich.